# Podocarpus micropedunculatus
Podocarpus micropedunculatus é uma espécie de conífera da família Podocarpaceae.
Pode ser encontrada nos seguintes países: possivelmente Indonésia e Malásia.